# Parapolytretus
Parapolytretus is een kevergeslacht uit de familie van de boktorren (Cerambycidae). De wetenschappelijke naam van het geslacht werd voor het eerst geldig gepubliceerd in 1944 door Breuning.

## Soorten
Parapolytretus is monotypisch en omvat slechts de volgende soort:
- Parapolytretus rugosus (Matsushita, 1933)